# 柏尔根
柏尔根（Paul David Bergen，1860年7月19日—1915年8月8日），美北长老会传教士，在中国山东省传教30年（1883-1913）。 
1860年7月19日，柏尔根出生于美国俄亥俄州洛根县贝尔方丹，是乔治·普罗维登斯牧师和玛丽（本特利）·柏尔根的儿子。 他就读于伯明翰，帕克大学（Park College，密苏里州）、帕森斯学院（Parsons College，爱荷华州，1876-79年）、湖林学院（Lake Forest College，伊利诺伊州，1880年毕业）、普林斯顿神学院（新泽西州，1880-1882年）和麦考密克神学院（McCormick Theological Seminary，伊利诺伊州，1883年毕业）。 1882年春天和1883年8月18日，由爱荷华州长老会任命为传教士。 从1883年到1891年，他作为传教士驻扎山东济南。 他于1891年至1894年返回美国，先是到芝加哥（1891-1892年），然后在约翰霍普金斯大学求学（1893年）。 1893-1894年服务于伊利诺伊州沃基根教会。 他于1894年回到山东，1894年至1898年在烟台，1898年至1901年在青岛，从1901年到1902年在登州（蓬莱）。 从1904年到1913年，他一直任齐鲁大学前身的校长。 之后，他回到美国，住在康涅狄格州法明顿附近的一个农场。1915年死于恶性贫血，葬在附近的格林伍德公墓。